# Krzysztof Zarzecki (żużlowiec)
Krzysztof Zarzecki (ur. 26 listopada 1956) – polski żużlowiec.

## Życiorys
Zawodnik Śląska Świętochłowice w latach 1979-1988.
Największe sukcesy:
- 3-krotny uczestnik Mistrzostw Polski Par Klubowych:
  - 1981 (Toruń) - 6. miejsce
  - 1983 (Zielona Góra) - 2. miejsce
  - 1985 (Rybnik) - 6. miejsce
- 9. miejsce na Indywidualnych Mistrzostwach Polski w 1985 w Gorzowie Wielkopolskim.

Obecnie prowadzi w Świętochłowicach firmę transportową.